# Longueur d’ondes
Longueur d’ondes är ett studioalbum av den kanadensiska sångaren Natasha St-Pier. Det gavs ut den 16 januari 2006 och innehåller 12 låtar.

## Låtlista
| Nr  | Titel                       | Längd |
| --- | --------------------------- | ----- |
| 1.  | Un ange frappe à ma porte   | 4:08  |
| 2.  | Longueur d'ondes            | 3:54  |
| 3.  | Ce silence                  | 3:52  |
| 4.  | J'oublie                    | 3:32  |
| 5.  | Tiens moi à la vie          | 3:35  |
| 6.  | Je peux tout quitter        | 3:33  |
| 7.  | À l'amour comme à la guerre | 5:23  |
| 8.  | Tant que j'existerai        | 2:58  |
| 9.  | Comme dans un train         | 3:48  |
| 10. | Je traverserai              | 3:54  |
| 11. | Je fais comme si            | 3:45  |
| 12. | De nous                     | 3:50  |

## Listplaceringar
| Lista               | Topplacering |
| ------------------- | ------------ |
| Belgien (Vallonien) | 2            |
| Frankrike           | 1            |
| Schweiz             | 11           |